# Il gobbo di Notre Dame (film 1996)
Il gobbo di Notre Dame (The Hunchback of Notre Dame) è un film d'animazione del 1996 diretto da Gary Trousdale e Kirk Wise, nonché il 34º Classico Disney, basato sul romanzo Notre-Dame de Paris di Victor Hugo. La trama è incentrata su Quasimodo, il deforme campanaro della cattedrale di Notre-Dame, e sulla sua lotta per farsi accettare nella società. Prodotto da Don Hahn, il film ha come protagonisti nel cast vocale originale Tom Hulce, Demi Moore, Tony Jay e Kevin Kline. Fu il settimo film uscito nel cosiddetto Rinascimento Disney, ed è considerato uno dei Classici Disney più cupi in quanto esplora temi maturi come l'infanticidio, la lussuria, la dannazione, l'antiziganismo, il genocidio e il peccato. La colonna sonora è stata scritta da Alan Menken, che ha collaborato per le canzoni con il paroliere Stephen Schwartz.
Il gobbo di Notre Dame fu distribuito negli Stati Uniti il 21 giugno 1996, ricevendo recensioni in gran parte positive e diventando un successo commerciale con oltre 325 milioni di dollari incassati nel mondo (quinto maggior incasso dell'anno). La colonna sonora di Menken fu candidata all'Oscar e al Golden Globe. Il film ha dato origine a un adattamento teatrale ancora più cupo e gotico, riscritto e diretto da James Lapine, e a un sequel direct-to-video, Il gobbo di Notre Dame II, uscito nel 2002.

## Trama
Parigi, 1482. Il burattinaio zingaro Clopin Trouillefou narra l'origine del gobbo del titolo.
Un gruppo di zingari si nasconde illegalmente a Parigi, ma cade in un'imboscata del giudice Claude Frollo. Una gitana del gruppo tenta di fuggire con il suo bambino deforme, ma Frollo la insegue e la uccide fuori dalla cattedrale di Notre-Dame. Quest'ultimo prova a giustiziare anche il neonato, ma viene fermato dall'arcidiacono della cattedrale. Il giudice inizialmente rifiuta le proprie responsabilità, ma poi l'ecclesiastico gli fa notare come gli occhi di tutte le statue della cattedrale siano puntati su di lui, proprio come se l'edificio stesso avesse assistito alla crudeltà dell'uomo e lo stesse condannando per questo. Per espiare il suo peccato, Frollo accetta con riluttanza di crescere il bambino deforme a Notre-Dame come fosse suo figlio, chiamandolo Quasimodo.
Vent'anni dopo, quest'ultimo è diventato il campanaro della cattedrale. È un ragazzo gentile che, nonostante l'aspetto gobbo (a causa del suo mestiere di campanaro) e deforme, ha sviluppato una forza ed agilità straordinarie ma è obbligato dal padre adottivo (nel frattempo diventato Ministro della Giustizia) a restare sempre chiuso nel campanile, senza farsi mai vedere da nessuno. Un trio di gargoyle animati — Hugo, Victor e Laverne — sono la sua unica compagnia e lo incoraggiano a partecipare all'annuale Festa dei folli. Quasimodo partecipa alla festa e viene dapprima celebrato per il suo aspetto sgraziato ma poco dopo viene deriso dalle guardie di Frollo, che spingono la folla intera a legarlo alla ruota e a torturarlo lanciandogli del cibo addosso. Una gentile zingara, Esmeralda, interviene liberando il gobbo, usando un trucco di illusionismo e mettendo al tappeto i soldati nonostante gli ordini contrari di Frollo.
Esmeralda segue Quasimodo all'interno di Notre-Dame venendo seguita da Febo, il nuovo capitano delle guardie, che, colpito positivamente dal coraggio di Esmeralda, si rifiuta di arrestarla per presunta stregoneria e, per aiutarla, la fa rifugiare nella cattedrale, sostenendo per lei, la "sua" richiesta di diritto d'asilo. Esmeralda fa amicizia con Quasimodo, che se ne innamora e la aiuta a fuggire da Notre-Dame: prima di andarsene, la ragazza affida al gobbo un ciondolo contenente una mappa per la Corte dei miracoli, il covo degli zingari, dicendogli di recarsi lì in caso di bisogno.
Frollo intanto sviluppa dei sentimenti lussuriosi verso Esmeralda: quando scopre la sua fuga, scatena una caccia all'uomo in tutta Parigi, che comporta arresti a tappeto e l'incendio di innumerevoli case sulla sua strada. Febo, scoperta la malvagità del giudice, si ribella a lui, salvando una famiglia innocente dall'essere bruciata viva nella propria casa, ma viene condannato a morte. Colpito da una freccia durante la sua fuga, il capitano cade nella Senna, ma Esmeralda lo salva e lo porta a Notre-Dame per cucirgli la ferita e nasconderlo. I gargoyle incoraggiano Quasimodo a confessare alla zingara i suoi sentimenti, ma il campanaro si dispera quando scopre che lei e Febo si sono innamorati.
Poco più tardi, avendo capito che il gobbo è il responsabile della fuga di Esmeralda, Frollo torna a Notre-Dame. Il giudice dice di sapere dove si trova la Corte dei miracoli e di avere intenzione di attaccarla all'alba. Utilizzando la mappa che Esmeralda gli ha dato, Quasimodo va alla corte insieme a Febo per mettere in guardia gli zingari. I due si intrufolano all'interno del covo (situato nelle catacombe sotterranee) ma i gitani se ne accorgono e, fraintendendo la loro azione, li legano e li imbavagliano. Clopin, il loro capo, vuole addirittura impiccarli, ma Esmeralda interviene in loro aiuto e li salva. Involontariamente però i due hanno condotto sul posto Frollo, che cattura tutti i presenti condannando Esmeralda al rogo per stregoneria, incatenando Quasimodo al campanile e minacciando di uccidere Febo e gli altri zingari dopo di lei, nonostante le proteste dei cittadini e dell'Arcidiacono.
Dopo aver rifiutato un'ultima offerta di concedersi a Frollo, Esmeralda è prossima ad essere raggiunta dalle fiamme quando Quasimodo la salva e la porta dentro la cattedrale. Per nulla rassegnato, il giudice ordina ai suoi soldati di prendere d'assedio la cattedrale, quindi Febo raduna i cittadini di Parigi contro di loro. Mentre a terra il capitano, gli zingari e tutto il popolo affrontano le guardie, Quasimodo e i gargoyle tirano travi e pietre, per poi versare rame fuso da un crogiolo attraverso i doccioni sulla strada; questo riesce a far fuggire i soldati, ma Frollo riesce comunque ad entrare. Il giudice insegue Quasimodo ed Esmeralda fino alla balconata, dove cerca di ucciderli, ma cade nella piazza sottostante perdendo la vita. Anche Quasimodo - stremato dalla lotta - rischia di fare la stessa fine, ma Febo riesce a salvarlo. Grato all'amico, Quasimodo approva l'amore tra lui ed Esmeralda.
Il giorno dopo, i due innamorati convincono il campanaro ad uscire dalla cattedrale e a mostrarsi alla folla che lo acclama come un eroe e lo accetta tra loro, portandolo via in trionfo.

## Personaggi
- Quasimodo – Il campanaro gobbo della cattedrale di Notre-Dame protagonista della storia; è un giovane uomo di mostruosa bruttezza ma dal grande cuore. Egli ha vissuto tutta la vita prigioniero del campanile della cattedrale e tutto ciò che sogna è vedere la vita al di fuori di essa. Anche se Quasimodo viene costantemente definito un brutto mostro dal suo tutore, il giudice Claude Frollo, Clopin chiede agli spettatori di giudicare da sé chi dei due è il vero mostro e chi è l'uomo. A dispetto della sua deformità fisica, mostra in più occasioni una forza sovrumana e grandi capacità acrobatiche. James Baxter è il supervisore all'animazione di Quasimodo.
- Esmeralda – Una bellissima e gentile ballerina zingara che stringe amicizia con Quasimodo, il quale grazie a lei nota la bellezza della propria anima, a discapito dell'aspetto esteriore. Altamente indipendente e risoluta, la giovane aborra il trattamento che Frollo riserva agli zingari di Parigi e agli altri reietti, e cerca giustizia per loro. Molto coraggiosa, in più di un'occasione non esita a insultare il giudice, arrivando perfino a sputargli in faccia prima di essere condannata. S'innamora ricambiata, del capitano Febo. Tony Fucile è il supervisore all'animazione di Esmeralda.
- Claude Frollo – Il principale antagonista del film. Un giudice spietato e religiosamente devoto, riluttante tutore di Quasimodo. Prova un odio intenso verso la popolazione zingara e cerca di annientare la loro intera razza. Come nel romanzo di Victor Hugo (dove però è l'arcidiacono di Notre Dame), egli mostra un'ossessione sadica e lussuriosa per Esmeralda. Frollo crede generalmente che tutto ciò che fa sia nella volontà di Dio, nonostante i frequenti disaccordi con l'arcidiacono della cattedrale.[3] Kathy Zielinski è il supervisore all'animazione di Frollo.
- Febo (Phoebus) – Il capitano delle guardie. Egli non approva i metodi di Frollo e salva le persone in pericolo, tra cui il suo interesse amoroso Esmeralda. Diversamente dal romanzo di Victor Hugo, dove è un uomo superficiale e meschino, Febo è un soldato onesto e leale, per questo motivo si ribella a Frollo (rischiando la morte) e stringe amicizia con Quasimodo per salvare gli zingari. Russ Edmonds è il supervisore all'animazione di Febo e del suo cavallo Achille.
- Clopin Trouillefou – Un burattinaio, acrobata, ventriloquo, cantastorie e malizioso leader degli zingari e per sua stessa ammissione, giudice e boia della Corte dei Miracoli. Si presenta come narratore in diversi momenti della storia, sempre cantando e spesso usando le sue marionette. A volte estrae un pupazzetto di sé stesso che anima con la mano destra, dialogandoci in maniera surreale. Michael Surrey è il supervisore all'animazione di Clopin.
- Victor, Hugo e Laverne – Tre comici gargoyle animati, migliori amici e custodi di Quasimodo. Il nome di Victor e Hugo sono un omaggio al creatore dell'opera di base. Hanno un carattere l'uno molto diverso dall'altro, ma sono tutti accomunati dallo scopo di vedere Quasimodo felice, spronandolo per primi ad uscire dalla cattedrale per la Festa dei Folli. Hugo è grasso e vivace, Victor è alto e raffinato e Laverne è la più anziana e saggia ed è come una madre per Quasimodo. Inoltre aiutano quest'ultimo a combattere contro i soldati di Frollo. David Pruiksma è il supervisore all'animazione di Victor e Hugo, mentre Will Finn è quello di Laverne.
- L'arcidiacono – Un uomo gentile che durante il film aiuta Quasimodo ed Esmeralda. In passato aveva convinto Frollo a occuparsi del neonato Quasimodo, dopo che Frollo stesso aveva causato la morte della madre del ragazzo. Dave Burgess è il supervisore all'animazione dell'arcidiacono.
- Djali – La capretta di Esmeralda coraggiosa e protettiva, e interesse amoroso di Hugo. Inizialmente è ostile con Febo ma quando capisce che Esmeralda lo ama, lo prende in simpatia. Ron Husband è il supervisore all'animazione di Djali.

## Produzione

### Sviluppo
L'idea di adattare Notre-Dame de Paris venne dal responsabile dello sviluppo David Stainton nel 1993, dopo che ebbe letto l'adattamento a fumetti del Classics Illustrated. Stainton propose l'idea al presidente dello studio Jeffrey Katzenberg. Dopo La bella e la bestia, Gary Trousdale aveva colto l'occasione di prendersi una pausa dalla regia, trascorrendo invece diversi mesi nello sviluppo degli storyboard de Il re leone. Successivamente, Trousdale e Kirk Wise tentarono di sviluppare un film d'animazione basato sul mito greco di Orfeo intitolato A Song of the Sea, adattandolo per rendere il personaggio centrale una megattera e ambientandolo nell'oceano aperto. Mentre stavano lavorando al progetto, Trousdale e Wise furono convocati da Katzenberg che li assegnò alla regia de Il gobbo di Notre Dame. Secondo Wise, i due registi credettero che il film avesse "un grande potenziale, personaggi memorabili, un'ambientazione davvero eccezionale, il potenziale per fantastici effetti visivi e un sacco di emozioni".
Il film entrò in produzione nell'estate del 1993. A ottobre i registi Gary Trousdale e Kirk Wise, il direttore artistico David Goetz, Roy Conli, Ed Ghertner, Will Finn, Alan Menken e Stephen Schwartz fecero un viaggio a Parigi per dieci giorni; tre giorni furono dedicati all'esplorazione di Notre-Dame incluso un tour privato di siti poco visitati come passaggi reali, scale, torri e una camera nascosta all'interno della quale Hugo ambientava le sue azioni. Erano incluse inoltre visite al Palazzo di Giustizia e alla posizione originale della Corte dei miracoli.

### Sceneggiatura
Lo sceneggiatore Tab Murphy fu incaricato di scrivere la sceneggiatura, e fu presto deciso che Quasimodo avrebbe dovuto essere al centro della storia come nei precedenti adattamenti cinematografici. Secondo Murphy, originariamente era stata concepita una storia d'amore tra Quasimodo ed Esmeralda, ma fu "deciso di rendere Febo più eroico e centrale per la storia. Da tale decisione è cresciuta l'idea di una sorta di un triangolo tra Quasimodo, Esmeralda e Febo". Alcuni dei personaggi chiave del romanzo furono rimossi del tutto, mentre i gargoyle di Notre-Dame furono aggiunti alla storia da Trousdale e Wise e descritti come amici comici e confidenti di Quasimodo, come implicito nel romanzo.
Una delle prime modifiche apportate per soddisfare la richiesta della Disney fu quella di trasformare il malvagio Claude Frollo in un giudice piuttosto che un arcidiacono, evitando così sensibilità religiose nel film finito. "Mentre stavamo esplorando i personaggi, soprattutto Frollo, abbiamo certamente trovato un sacco di paralleli storici al tipo di mania che aveva: la Confederazione del Sud, la Germania nazista, fate voi", spiegò Wise. "Quelle cose hanno influenzato il nostro pensiero". Il produttore Don Hahn valutò che una fonte di ispirazione per Frollo era stata trovata nell'interpretazione da parte di Ralph Fiennes di Amon Göth in Schindler's List - La lista di Schindler, che uccide gli ebrei eppure desidera la sua serva ebrea. Per la sequenza di apertura, il veterano soggettista Disney Burny Mattinson costruì un'efficace sequenza che copriva gran parte della spiegazione, anche se Katzenberg sentì che mancava qualcosa. Seguendo il suggerimento di Stephen Schwartz di musicalizzare la sequenza, gli animatori francesi Gaëtan e Paul Brizzi disegnarono gli storyboard sulla musica di Menken e Schwartz ottenendo "The Bells of Notre Dame". Schwartz lavorò inoltre a stretto contatto con il team di sceneggiatura, suggerendo anche che il pubblico avrebbe dovuto essere lasciato a chiedersi quale sarebbe stato l'esito di ciò che Febo avrebbe fatto prima che di spegnere la torcia in acqua in rappresaglia contro Frollo. Un altro cambiamento rispetto al libro fu, ovviamente, la conclusione. Mentre la morte di Frollo fu mantenuta – e, anzi, resa ancora più orribile – Quasimodo ed Esmeralda furono risparmiati in modo da avere un lieto fine.

### Casting
Alla fine del 1993, la cantante pop Cyndi Lauper fu la prima attrice legata al film durante le sue fasi iniziali. Pensando di essere stata scritturata per Esmeralda, Lauper fu sorpresa di apprendere che avrebbe doppiato una gargoyle di nome Quinn, e fu assunta una settimana dopo una lettura con i registi. Il team di sviluppo sarebbe poi venuto fuori con i nomi di Chaney, Laughton e Quinn – dagli attori che avevano interpretato Quasimodo nei precedenti adattamenti cinematografici. Tuttavia, l'ufficio legale della Disney contestò i nomi proposti dei gargoyle, temendo che gli eredi di Lon Chaney o Charles Laughton, o Anthony Quinn all'epoca ancora in vita, avrebbero sposto querela per l'utilizzo dei loro nomi, così essi furono abbandonati. Trousdale e Wise suggerirono quindi come nomi dei personaggi Lon, Charles ed Anthony – che avrebbero portato alla stessa preoccupazione legale – prima di stabilirsi su Victor, Hugo (dall'autore del romanzo) e Laverne (da una delle Andrews Sisters). Ora diventata doppiatrice di Laverne, Lauper fu ritenuta troppo giovane per il ruolo, mentre allo stesso tempo Sam McMurray – conosciuto per il suo lavoro in The Tracey Ullman Show – fu scritturato per Hugo. Nel frattempo, per Victor fu scritturato Charles Kimbrough, che si interessò al progetto solo dopo essere rimasto impressionato dal livello di ricerca e dalla transizione della storia dal romanzo allo schermo. Dopo diverse sessioni di registrazione e proiezioni di prova, Lauper e McMurray furono chiamati dai registi, che con rincrescimento li liberarono dai loro ruoli. Jason Alexander, dopo aver doppiato Abis Mal ne Il ritorno di Jafar, fu assunto come voce di Hugo soddisfando il suo desiderio di una vita di essere in un film Disney. Laverne fu poi revisionata in un personaggio più maturo e saggio, con Mary Wickes scritturata per il ruolo. Dopo la morte di Wickes nell'ottobre 1995, Jane Withers fu assunta per registrare le sei battute rimanenti.
Mandy Patinkin fu avvicinato per il ruolo principale, ma il suo stile di interpretazione di Quasimodo andava in collisione con le richieste dei produttori. Tom Hulce fu scelto come Quasimodo in seguito al suo primo provino per il ruolo. Quasimodo era stato originariamente ritratto come più mostruoso, più anziano e con più di un difetto di pronuncia durante le prime prove, ma Hulce dichiarò che "abbiamo sperimentato, senza fine. A un certo punto ero pronto a ritirarmi e dire 'Le cose non stanno accadendo'". Alla fine, i registi desiderarono ritrarre Quasimodo con una voce più giovane diversa dalle interpretazioni precedenti in quanto "Hugo descriveva Quasimodo come un ventenne". Inoltre, a Hulce fu permesso di eseguire le canzoni del personaggio dopo aver registrato una demo di "Out There". Desiderando una voce roca diversa dalle principali eroine Disney, Demi Moore fu scritturata come Esmeralda, e incontrò Alan Menken e Stephen Schwartz per cantare "God Help the Outcasts". Dopo diverse demo, l'attrice secondo Schwartz dichiarò: "Fareste meglio a trovare qualcun altro", così che per la canzone fu assunta la cantante di cabaret Heidi Mollenhauer. Per il ruolo di Febo fu scritturato Kevin Kline, sul quale i realizzatori si erano basati per lo sviluppo del personaggio insieme a Errol Flynn e John Wayne. L'attore britannico Tony Jay, che considerò il ruolo di Frollo come la sua "occasione per raggiungere l'immortalità", fu scritturato dopo che i registi avevano lavorato con lui ne La bella e la bestia. Dopo aver visto la sua interpretazione dello zio Ernie nel musical The Who's Tommy, l'attore di Broadway Paul Kandel fu scelto per doppiare Clopin.

### Animazione

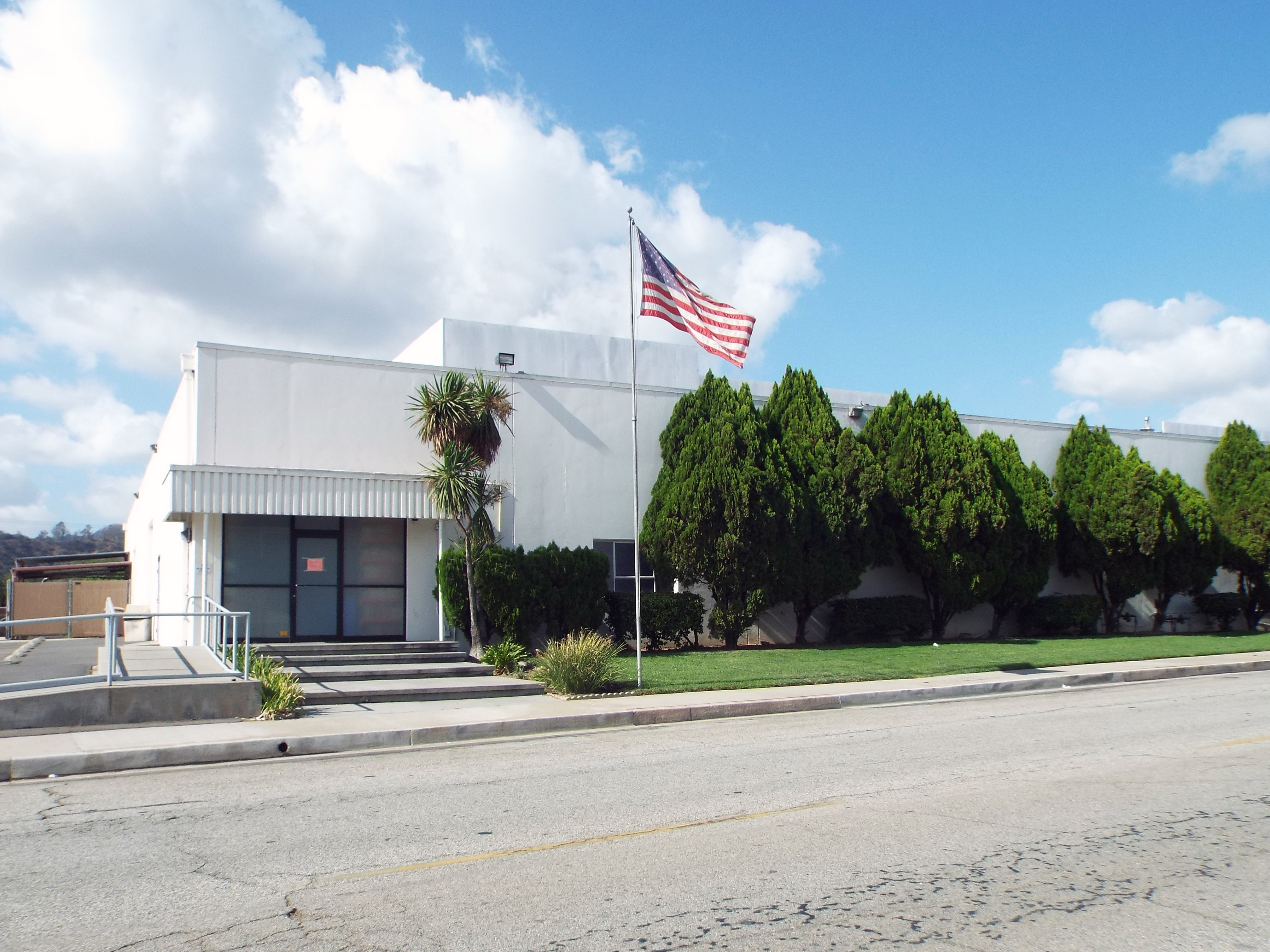
Il lavoro di animazione sul film fu realizzato parzialmente al 1400 Air Way di Glendale, una delle numerose sedi della Walt Disney Feature Animation.

Insieme a Pocahontas (1995), il lavoro di storyboard su Il gobbo di Notre Dame fu tra i primi prodotti per un film d'animazione nel nuovo edificio della Walt Disney Feature Animation adiacente al lotto Disney principale a Burbank, aperto nel 1995. Tuttavia, poiché l'edificio dello studio all'epoca era occupato con Il re leone e Pocahontas, altri animatori furono assunti da Canada e Regno Unito per unirsi al team di produzione del film, e mentre la fase di sviluppo avanzava, la maggior parte dell'intero team di animazione fu spostata in un grande impianto di magazzino sulla Air Way a Glendale (California). Quando gli artisti Disney si spostarono nella nuova sede, decisero di chiamare l'edificio "Sanctuary".
A partire da Chi ha incastrato Roger Rabbit (1988), altri animatori assunti dalla Walt Disney Feature Animation provenivano da Germania, Francia, Irlanda, e quelli aggiuntivi dal Canada erano coinvolti nel lavoro di animazione allo studio satellite di recente apertura, la Walt Disney Animation France, nel quale fu prodotto circa il 20% del film. Nel frattempo, mentre la Walt Disney Feature Animation Florida preparava la sua prima produzione in-house poi intitolata Mulan, almeno sette animatori produssero circa quattro minuti di film, incentrati principalmente su Frollo e Quasimodo. Artisti di layout, pulizia ed effetti speciali fornirono ulteriore supporto.
Per ottenere scene di massa su larga scala, in particolare per le sequenze della Festa dei Folli e del culmine del film, fu usata l'animazione al computer per creare sei tipi di personaggi – maschi e femmine di tre stazze diverse – che furono programmati per compiere 72 movimenti specifici che andavano dal saltare all'applaudire. La tecnologia digitale fornì inoltre i movimenti che Quasimodo compie per andare alla Festa dei Folli e per salvare Esmeralda dal rogo.

## Colonna sonora
Dopo aver lavorato su Pocahontas per un anno, ad Alan Menken e Stephen Schwartz vennero offerti più progetti di film su cui lavorare, quando più o meno scelsero Il gobbo di Notre Dame poiché attratti, secondo Schwartz, dai temi di fondo dell'emarginazione sociale e della lotta di Quasimodo per liberarsi del predominio psicologico di Frollo.
Il film è percorso da diversi motivi musicali, che si diramano dentro e fuori dai vari brani, e il cui timbro varia a seconda dell'azione che si sta svolgendo. Le canzoni del film sono "The Bells of Notre Dame" per Clopin, "Out There" per Quasimodo e Frollo, "Topsy Turvy" per Clopin, "God Help the Outcasts" per Esmeralda, "Heaven's Light" e "Hellfire" per Quasimodo e Frollo, "A Guy Like You" per i gargoyle e "The Court of Miracles" per Clopin e gli zingari.
Tre canzoni scritte per il film furono scartate durante il processo di storyboard. Trousdale e Wise non erano certi di quale numero musicale potesse essere collocato nel terzo atto, anche se Menken e Schwartz avevano concepito due canzoni d'amore tra Esmeralda e Febo, "In a Place of Miracles" e "As Long as There's a Moon". Tuttavia, i registi ritennero che esse avrebbero lasciato troppo in disparte Quasimodo, e infine decisero di far cantare a Clopin la condanna a morte di Febo e Quasimodo per aver trovato la Corte dei miracoli. Menken e Schwartz scrissero anche "Someday", originariamente perché venisse cantata durante il film, ma i registi suggerirono che nella cattedrale sarebbe dovuto esserci un canto religioso, e la canzone fu spostata nei titoli di coda. La canzone fu eseguita dal gruppo R&B All-4-One per la versione nordamericana, dagli Eternal per quella britannica, da Luis Miguel per quella spagnola (intitolata "Sueña") e dai Neri per Caso per quella italiana (intitolata "Quando").

## Distribuzione
Nel 1994 il film era previsto per l'uscita a Natale del 1995, ma essa fu posticipata dopo che Jeffrey Katzenberg lasciò la Walt Disney Company. Nel gennaio 1995 la distribuzione del film fu rinviata all'estate del 1996. Il film fu presentato il 19 giugno 1996 presso il Louisiana Superdome, dove venne proiettato su sei enormi schermi. L'anteprima fu preceduta da una sfilata attraverso il quartiere francese, a partire da Jackson Square e utilizzando carri e membri del cast di Walt Disney World Resort.

### Data di uscita
Le date di uscita internazionali sono state:
- 21 giugno 1996 negli Stati Uniti
- 27 giugno in Argentina (El jorobado de Notre Dame)
- 28 giugno in Brasile (O corcunda de Notre Dame)
- 4 luglio in Messico (El jorobado de Notre Dame)
- 6 luglio in Corea del Sud
- 11 luglio in Israele (Ha-Giben M'Notre Dame)
- 19 luglio in Regno Unito e Irlanda
- 24 agosto in Giappone
- 12 settembre in Australia
- 5 ottobre in Grecia (Η Παναγία των Παρισίων)
- 15 novembre in Danimarca (Klokkeren fra Notre Dame), Polonia (Dzwonnik z Notre Dame) e Svezia (Ringaren i Notre Dame)
- 22 novembre in Spagna (El jorobado de Notre Dame) e Finlandia (Notre Damen kellonsoittaja)
- 27 novembre in Belgio (De klokkenluider van de Notre Dame) e Francia (Le bossu de Notre-Dame)
- 28 novembre in Germania (Der Glöckner von Notre Dame), Ungheria (A Notre Dame-i toronyőr) e Paesi Bassi (De klokkenluider van de Notre Dame)
- 29 novembre in Norvegia (Ringeren i Notre Dame), Portogallo (O corcunda de Notre Dame) e Sudafrica
- 6 dicembre in Italia
- 13 dicembre in Estonia
- 24 gennaio 1997 in Turchia (Notre Dame'in kamburu)

### Edizione italiana
Il doppiaggio italiano del film venne effettuato presso la SEFIT-CDC con la collaborazione della DEA 5 e diretto da Francesco Vairano, che ha anche curato l'adattamento dei dialoghi. I testi italiani delle canzoni e la direzione musicale sono a cura di Michele Centonze. Nella versione italiana Mietta dà voce a Esmeralda anche nella canzone "Dio fa' qualcosa", mentre in "Fuoco d'amour" Hugo e Victor hanno le voci, rispettivamente, di Renzo Ferrini e dello stesso Centonze.

### Edizioni home video
In America del Nord Il gobbo di Notre Dame fu distribuito in VHS e Laserdisc il 4 marzo 1997 nella collana Walt Disney Masterpiece Collection, mentre in Italia uscì in VHS a settembre dello stesso anno. Vendite e noleggio dell'edizione VHS generarono un profitto di 200 milioni di dollari entro l'estate 1998.
Il film fu distribuito in DVD-Video in Italia il 14 febbraio 2002. Il DVD presenta il film in formato 1,85:1, e come extra sono inclusi alcuni brevi dietro le quinte sulla produzione, delle schede sulla storia della cattedrale, "The Bells of Notre Dame" in versione multilingua e il gioco interattivo Topsy Turvy. In America del Nord invece il film uscì in DVD il 19 marzo 2002. L'unico extra già presente nella versione europea è il gioco interattivo, mentre gli altri sono sostituiti da un making of, un commento audio di produttore e registi e le canzoni "Topsy Turvy" in versione canta-con-noi e "A Guy Like You" in versione multilingua.
Il 12 marzo 2013 uscì in America del Nord una "3-Disc Special Edition" che contiene Il gobbo di Notre Dame e Il gobbo di Notre Dame II in un unico Blu-ray Disc e in due DVD distinti. Il BD presenta il film in formato 1,78:1. Gli extra relativi al primo film, mutuati dal DVD, sono il making of, il commento audio e "A Guy Like You" multilingua. Due giorni dopo il film uscì in BD anche in Italia, in versione singola (il sequel è inedito in tale formato) e senza il commento audio presente nell'edizione nordamericana.

## Accoglienza

### Incassi
Nel suo primo weekend, il film esordì al secondo posto al box office dietro L'eliminatore - Eraser, incassando 21,3 milioni di dollari. In una nuova strategia del botteghino, la Disney incluse anche i proventi dei biglietti venduti nei Disney Store a livello nazionale, che aggiunsero circa un milione all'incasso. Tuttavia in confronto a Pocahontas, che aveva incassato 29 milioni l'anno precedente, il presidente della Buena Vista Pictures Distribution Dick Cook difese i risultati sostenendo che erano paragonabili a quelli de La bella e la bestia (1991), che esordendo in metà sale aveva incassato circa nove milioni. Nei mercati esteri, entro dicembre 1996, il film era diventato il quindicesimo di quell'anno a incassare oltre 100 milioni superando l'incasso lordo nazionale, e arrivò ad accumulare 200 milioni. In totale, a fronte di un budget di 70 milioni, il film incassò poco più di 100 milioni a livello nazionale e più di 325 in tutto il mondo, diventando così il quinto maggiore incasso del 1996.

### Critica
(Andrea Fiamma, Fumettologica)
Il sito web di aggregazione di recensioni Rotten Tomatoes ha dato al film una valutazione positiva dell'80% basata su 112 recensioni, insieme a una valutazione media di 7,14/10. Il consenso recita: "L'interpretazione della Disney del classico di Victor Hugo è drammaticamente irregolare, ma i suoi effetti visivi forti, i temi oscuri e il messaggio di tolleranza lo rendono un film per bambini più sofisticato della media". Metacritic, che assegna una valutazione normalizzata su 100 dalle migliori recensioni dei critici tradizionali, ha calcolato un punteggio di 74 sulla base di 28 recensioni, indicando "recensioni generalmente favorevoli".
Il critico del Chicago Sun-Times Roger Ebert valutò il film con quattro stelle, definendolo "il miglior film d'animazione della Disney da La bella e la bestia - una vorticosa, edificante, emozionante storia con un messaggio toccante che emerge da commedia e canzoni". Nella sua recensione scritta per il Chicago Tribune, Gene Siskel diede al film tre stelle e mezza (su un massimo di 4) descrivendo il film come "una versione sorprendentemente emozionale e semplificata del romanzo di Victor Hugo" con "canzoni efficaci e, sì, gustose punte di umorismo". Owen Gleiberman dell'Entertainment Weekly classificò il film con una A nella sua recensione e lo etichettò "il migliore dei film d'animazione Disney 'seri' nell'era dei multisala, (...) una favola emotivamente versatile che bilancia oscurità e sentimentalismo, pathos e trionfo, con sconcertante grazia".
Richard Corliss del TIME elogiò il film, affermando che "il risultato è una grande cattedrale a cartoni animati, brulicante di gargoyle e tradimento, amore disperato e torturata lussuria" e che "Alan Menken e Stephen Schwartz hanno scritto la più magniloquente e imponente colonna sonora per un film d'animazione finora". Charles Spencer del Daily Telegraph diede una recensione positiva, dicendo che "è tremendamente drammatico, e per lunghi tratti ci si dimentica del tutto che si sta guardando un cartone animato... Una delizia abbagliante". Anche Variety diede al film una recensione positiva, affermando che "vi è molto da ammirare nel Gobbo, non ultimo il rischio di fare una storia così deprimente", e che "il nuovo film dovrebbe garantire ulteriormente il predominio della Disney nell'animazione, e gli intenditori del genere, vecchi e giovani, avranno molto da assaporare".
Il Daily Mail definì Il gobbo di Notre Dame "il film più cupo della Disney, pervaso da un'atmosfera di tensione razziale, bigottismo religioso e isteria di massa" e " ad oggi la migliore versione del romanzo di Hugo, un capolavoro animato e uno dei migliori film musicali". Janet Maslin ha scritto nella sua recensione per il New York Times che "in un film che porta cospicue, ardenti somiglianze con altri recenti successi Disney, il titanico lavoro dei realizzatori è oscurato da un problema da Sisifo. Non c'è proprio nessun modo per deliziare i bambini con una versione ottimista di questa storia".

Anche l'accoglienza da parte della critica francese verso il film fu ampiamente positiva. Critica e pubblico francese trovarono nel film una similitudine con ciò che era accaduto nell'agosto 1996, quando la polizia francese aveva fatto irruzione in una chiesa parigina sequestrando oltre 200 immigrati clandestini in cerca di rifugio dalla deportazione nel rispetto delle rigorose leggi di espulsione della Francia. "È difficile non pensare agli immigrati senza documenti di Saint-Bernard quando Frollo cerca di spazzare via la feccia", scrisse un critico.
Il film ricevette alcune critiche da parte dei fan del romanzo di Victor Hugo, delusi dai cambiamenti che la Disney aveva apportato al materiale. Arnaud Later, uno dei principali studiosi di Hugo, accusò la Disney di aver semplificato, modificato e censurato il romanzo in numerosi aspetti, tra cui le personalità dei personaggi. Nella sua recensione scrisse anche che gli animatori "non hanno abbastanza fiducia nei loro stessi sentimenti emozionali" e che il film "ricade su luoghi comuni". I discendenti di Victor Hugo colpirono la Disney in una lettera aperta al quotidiano Libération perché il loro antenato non aveva ottenuto alcuna menzione sui manifesti pubblicitari, descrivendo il film come una "volgare commercializzazione da parte di venditori senza scrupoli".
Altre critiche si generarono tra il pubblico sul fatto che il film potesse essere troppo spaventoso o violento per i bambini e con temi troppo adulti. Tuttavia, alcuni quotidiani riportarono che il pubblico di bambini non era influenzato dai contenuti per adulti e lodava il film.

## Riconoscimenti
- 1997 - Premio Oscar
  - Candidato per la migliore colonna sonora ad Alan Menken e Stephen Schwartz
- 1997 - Golden Globe
  - Candidato per la migliore colonna sonora originale ad Alan Menken
- 1997 - Saturn Award
  - Candidato per il miglior film fantasy
- 1996 - Annie Awards
  - Candidato per la miglior recitazione a Tony Jay
  - Candidato per la miglior produzione a Don Hahn
  - Candidato per la miglior colonna sonora ad Alan Menken e Stephen Schwartz
  - Candidato per la miglior regia a Gary Trousdale e Kirk Wise
  - Candidato per la miglior sceneggiatura a Tab Murphy, Irene Mecchi, Bob Tzudiker, Noni White e Jonathan Roberts
  - Candidato per la miglior scenografia a David Goetz
  - Candidato per il miglior storyboarding a Brenda Chapman e Will Finn
  - Candidato per il miglior film d'animazione
  - Candidato per il miglior personaggio animato a Kathy Zielinski
  - Candidato per il miglior personaggio animato a James Baxter
  - Candidato per la miglior recitazione a Demi Moore
  - Candidato per la miglior recitazione a Tom Hulce
- 1997 - ASCAP Award
  - Top Box Office Films a Stephen Schwartz
- 1996 – Awards Circuit Community Awards
  - Candidato per la miglior colonna sonora ad Alan Menken
  - Candidato per le menzioni d'onore a Gary Trousdale e Kirk Wise
- 1997 - BMI Film & TV Awards
  - Miglior colonna sonora ad Alan Menken
- 1997 - Artios Award
  - Miglior casting per un film d'animazione a Ruth Lambert
- 1997 - Goldene Leinwand
  - Goldene Leinwand
- 1997 - Golden Reel Award
  - Miglior montaggio sonoro nella colonna sonora
  - Miglior montaggio sonoro negli effetti sonori
  - Miglior montaggio sonoro in un film d'animazione
- 1997 - Online Film & Television Association Award
  - Candidato per la miglior performance fuoricampo a Jason Alexander
  - Candidato per la miglior performance fuoricampo a Tom Hulce
  - Candidato per la miglior colonna sonora ad Alan Menken e Stephen Schwartz
  - Candidato per la miglior canzone originale ("Someday") ad Alan Menken, Stephen Schwartz e All-4-One
- 1997 - Razzie Awards
  - Candidato per la peggior sceneggiatura di un film con un incasso di oltre 100 milioni di dollari a Tab Murphy, Irene Mecchi, Bob Tzudiker, Noni White e Jonathan Roberts
- 1997 - Satellite Awards
  - Miglior film d'animazione o a tecnica mista a Don Hahn
- 1997 - Young Artist Awards
  - Candidato per il miglior film per famiglie d'animazione o a effetti speciali

## Altri media

### Fumetti
Un adattamento a fumetti, scritto da Jeannette Steiner e disegnato da Brian Mon, Dan Spiegle, Denise Shimabukuro, Orlando de La Paz e Scott Tilley, fu pubblicato negli Stati Uniti dalla Marvel Comics nel giugno 1996 allo scopo di promuovere l'uscita del film. In Italia il fumetto fu pubblicato in due parti su Topolino n. 2141 e 2142. Il film ha poi generato altre 18 storie a fumetti con una trama originale, 10 delle quali di produzione brasiliana.

### Videogiochi
Nel 1996, per legarsi all'uscita nelle sale, la Disney Interactive ha distribuito per PC e Game Boy The Hunchback of Notre Dame: Topsy Turvy Games, una raccolta di mini-giochi basata soprattutto sulla Festa dei Folli che comprende una variazione di Balloon Fight.
Un mondo basato sul film, La Cité des Cloches, è apparso nel videogioco Kingdom Hearts 3D: Dream Drop Distance. Tutti i personaggi principali del film ad eccezione di Clopin e dell'arcidiacono vi appaiono, ma gli unici doppiatori a riprendere i loro ruoli furono Jason Alexander e Charles Kimbrough.

### Musical teatrale
Il film è stato adattato in un musical teatrale più cupo e gotico, ri-scritto e diretto da James Lapine e prodotto dalla Walt Disney Theatrical a Berlino, dal titolo Der Glöckner von Notre Dame. Il musical fu un grande successo e venne rappresentato dal 1999 al 2002, prima di chiudere. Ne fu distribuita anche una registrazione, sempre in tedesco. Un rilancio in lingua inglese del musical ha debuttato a San Diego il 28 ottobre 2014.

## Merchandising
Come parte della promozione del film, la Walt Disney Records spedì due milioni di prodotti, tra cui VHS canta-con-noi, CD della colonna sonora e la versione "My First Read Along" del film per i bambini. Dopo la distribuzione, Il gobbo di Notre Dame fu accompagnato da una campagna di marketing da più di 40 milioni di dollari che includeva tie-in commerciali con Burger King, Payless ShoeSource, Nestlé e Mattel. Nel 1997 la Disney aveva guadagnato circa 500 milioni dai prodotti spin-off basati sul film.

## Sequel
Nel giugno 1998 fu annunciata la produzione di un sequel direct-to-video intitolato The Hunchback of Notre Dame Deux: The Secret of the Bells che sarebbe dovuto uscire nell'autunno 1999, ma la distribuzione fu rimandata per favorire la registrazione di "I'm Gonna Love You" di Jennifer Love Hewitt. Il sequel, distribuito in VHS e DVD nel 2002 col titolo Il gobbo di Notre Dame II, riunì il cast vocale originale con Hewitt, Haley Joel Osment e Michael McKean come voci dei nuovi personaggi. La trama si concentra ancora una volta su Quasimodo mentre continua a suonare le campane, ora con l'aiuto di Zephyr, figlio di Esmeralda e Febo. Quasimodo inoltre incontra e si innamora della giovane Madellaine, arrivata a Parigi con il malvagio direttore del circo Sarousch.

## Remake live-action
Nel gennaio 2019 la Disney afferma di essere al lavoro al remake del film. La sceneggiatura sarà scritta da David Henry Hwang con Alan Menken e Schwartz che torneranno a scrivere la musica, e Josh Gad, David Hoberman e Todd Lieberman alla produzione, con Gad che potrebbe essere considerato per il ruolo di Quasimodo. Il film, intitolato semplicemente Hunchback, trarrà elementi sia dal film d'animazione che dal romanzo di Hugo. Nel gennaio 2021, Gad ha dichiarato che il progetto è ancora in lavorazione e che lui e lo studio si stanno "avvicinando" per realizzarlo. Nel 2023 Alan Menken ha annunciato che il progetto è stato cancellato.